# ولما (ویرجینیا)
ولما، ویرجینیا (به انگلیسی: Velma, Virginia) یک منطقهٔ مسکونی در ایالات متحده آمریکا است که در شهرستان کینگ و کوین، ویرجینیا واقع شده‌است.